# Jouar al Hoz
Jouar al Hoz è un centro abitato e comune (municipalité) del Libano situato nel distretto di Baabda, governatorato del Monte Libano.